# رولاند ميتوراي
رولاند ميتوراي (5 فبراير 1940

 في بورغ) (بالفرنسية: Roland Mitoraj)‏ لاعب كرة قدم فرنسي معتزل كان يجيد اللعب في خط الدفاع .
لعب ميتوراي في أندية مونتلوكون ، سانت إتيان (1958-1970) باريس سان جيرمان (1970-1972) بوردو (1972-1974) .
ساهم ميتوراي في تتويج نادي سانت إتيان ببطولة دوري الدرجة الأولى 5 مرات مواسم 1963/1964 ، 1966/1967 ، 1967/1968 ، 1968/1969 ، 1969/1970 وببطولة كأس فرنسا موسم 1967/1968 .
شارك ميتوراي مع منتخب فرنسا في 3 مباريات دولية في الفترة من 1967 إلى 1968 .

## روابط خارجية
- رولاند ميتوراي على موقع قاعدة بيانات كرة القدم.إي يو (الإنجليزية)
- رولاند ميتوراي على موقع ليكيب (الفرنسية)
- رولاند ميتوراي على موقع ناشيونال فوتبول تيمز (الإنجليزية)
- رولاند ميتوراي على موقع عالم كرة القدم.نت (الإنجليزية)